# Epitetracnemus kosef
Epitetracnemus kosef är en stekelart som beskrevs av Li och Bong-Kyu Byun 2002. Epitetracnemus kosef ingår i släktet Epitetracnemus och familjen sköldlussteklar. Inga underarter finns listade i Catalogue of Life.